# Soltam M-71
Soltam M-71 je sodobna vlečna havbica, kalibra 155 mm s cevjo, dolgo 39 kalibrov, ki jo izdeluje izraelsko podjetje Soltam.

## Dizajn
Razvoj havbice je temljil na starejšem modelu Soltam M-68, ki so mu cev s 33 podaljšali na 39 kalibrov in mu dodali komprsorsko gnani podajalnik granat, nameščen na desnem delu lafete. M-71 izstreljuje 43,7 kg težke visoko eksplozivne granate do oddaljenosti 23.500 metrov z začetno hitrostjo 820 metrov na sekundo.

## Uporaba
Poleg Izraela uporabljajo Soltam M-71 še v Čilu, Singapurju, na Tajskem in v Južni Afriki (kjer je v uporabi pod imenom G-4). Izrael naj bi havbice prodal še dvema neimenovanima državama. Izdelali so tudi različico te havbice, za montažo na predelano podvozje Centuriona (M-72), vendar serijska proizvodnja ni nikoli stekla.
Iran naj bi do načrtov za lastno proizvodnjo te havbice prišel tako, da so njegovi vohuni ukradli načrte za Soltam M-65 ter Soltam M-71.

## Uporabniki
- ISR: Izraelske obrambne sile
- Iran: Armada Islamske republike Iran (načrte za Soltam M-65 ter Soltam M-71 naj bi ukradli iranski vohuni in jih prinesli v Iran),
- Čile: Čilska mornarica
- Singapur: Singapore Army
- Južna Afrika: Kopenska vojska Republike Južna Afrika
- Tajska: Kraljeva tajska vojska
- Slovenija: Slovenska vojska
- Turčija: Turške Oborožene Sile